# سانتا ماریا (بویاکا)
سانتا ماریا (انگلیسی: Santa María, Boyacá) نام یک منطقه مسکونی در کلمبیا است.